# Windows Media Center
Windows Media Center (часто используется аббревиатура WMC; кодовое имя Freestyle) — приложение для проигрывания мультимедиаконтента (музыки, изображений и потокового телевидения) на домашнем медиацентре. Media Center позволяет просматривать изображения пользователя, проигрывать видео и музыку с локальных жёстких дисков, оптических дисков и из сети. Он сортирует их по имени, дате, тегам и другим атрибутам файлов. Имеет так называемый «10-футовый дизайн» пользовательского интерфейса, то есть элементы управления достаточно велики, чтобы увидеть надписи на них с трехметрового расстояния.
Программа может управляться не только с помощью мыши и клавиатуры, но и с помощью специального пульта, на котором есть соответствующая кнопка.
Windows Media Center включён в состав Windows XP Media Center Edition, Windows Vista (версии Домашняя расширенная и Максимальная) и Windows 7 (версии Домашняя расширенная, Профессиональная, Корпоративная и Максимальная). Также доступен для Windows 8 и 8.1 в качестве отдельно загружаемого компонента (только в версии Профессиональная). Программа не была включена в состав Windows 10 и Windows 11, так как больше не актуальна.

## История

### Windows XP Media Center Edition
Данная версия Windows XP включала в себя несколько мультимедийных приложений, в том числе и Media Center, в честь которого названа.

### Windows Vista
После выхода Windows Vista программа получила значительное обновление. Интерфейс программы получил изменение. Среди новых функций:
- Поддержка двойных тюнеров
- Поддержка DVD/MPEG-2
- Добавлен пункт "Фильмы и DVD"
- Пункт "Задачи", где можно настроить работу программы
- Если выйти в главное меню во время просмотра видео, она останется в мини-проигрывателе в нижнем левом углу экрана
- Поддержка HD и CableCARD
- Использование .NET Framework 2.0 CLR.

В 2008 году программа получила обновление, получившее название «TV Pack 2008» (кодовое имя Fiji). Однако, данное обновление поставлялось лишь на новых устройствах по OEM-лицензии. Обновление содаржало поддержку кодеков QAM, DVB-S и MHEG.

### Windows 7
В Windows 7 программа снова была обновлена. В неё были включены все обновления из пакета TV Pack 2008, а также улучшен интерфейс. Была добавлена поддержка H.264.
Помимо программы, в системе присутствует соответствующий гаджет. После настройки ТВ-записей в программе, в системе появляется новая библиотека, именуемая ТВ-записи.
В Windows 7 программа приобретает свой финальный облик.

### Windows 8 и 8.1
В этих версиях Windows программа не поставляется. Однако, её можно приобрести, если купить Pro Pack — официальный пакет программ для Windows 8 и 8.1 редакции Pro. Также был отдельный пакет — Windows Media Center Pack, стоивший гораздо дешевле. С 30 октября 2015 года пакет больше недоступен.

## Возможности

### Мультимедиа
В Windows Media Center есть возможность скачивать фильмы с DVD дисков и USB-накопителей, а также просматривать их.

### Телевидение
При использовании TV-тюнеров Media Center может воспроизводить и записывать телевидение высокой чёткости, цифровое, спутниковое телевидение или сигнал, передаваемый через обычную антенну. Настройка производится с помощью TV-тюнера, инфракрасного порта или с помощью других средств управления, например, через ручное дистанционное управление. После регистрации (которую можно пройти вручную или через интерфейс программы) Media Center сможет прожигать болванки для их использования на переносных медиаплеерах. Изначально Media Center поддерживал только одно аналоговое устройство, но с выходом Media Center 2005 их количество выросло до двух. После первого обновления Media Center 2005 была добавлена поддержка цифровых устройств тонкой настройки, однако, чтобы оно функционировало, всё ещё должно присутствовать аналоговое устройство тонкой настройки. После второго обновления Media Center поддерживает до 4 TV-тюнеров (2 аналоговых и 2 с высоким разрешением). Все устройства должны иметь однотипные источники, например, только антенны. Таким образом, вы не сможете смешать Sky Digital и DVB-T.
На данный момент доступны патчи (неофициальные), которые устраняют указанные недостатки. Однако какое количество устройств можно использовать с их помощью — неизвестно.
Media Center поддерживает потоковое и предварительно записанное телевидение с помощью специальных дополнений или консоли Xbox 360, но другие компьютеры с ОС Windows могут только читать такой контент.

### Потоковое видео
При наличии дополнений Media Center может воспроизводить видео, получаемое потоком из Интернета. При поддержке функции антенны может ловить «из воздуха».

### Радио
Media Center поддерживает радио в формате FM. Однако для этого необходима поддержка FM-радио со стороны TV-тюнера.

### Портативные устройства
Windows Media Center может выполнять синхронизацию с портативными устройствами, такими, как Windows Mobile Pocket PC, смартфоны, Portable Media Center и другими плеерами, на которых может выполнять синхронизацию Windows Media Player. Синхронизация с Microsoft Zune не поддерживается, но возможно проигрывание DVR-MS-файлов при их копировании на компьютер с Microsoft Zune.
При синхронизации телевизионного сигнала Windows Media Center кодирует его в более низкое качество, чем DVR-MS-формат, используемый при просмотре при настольном использовании Media Center. Это экономит место на диске и время обработки. При желании музыка может также быть повторно закодирована для меньшего размера файла после синхронизации.